# Ecuador i olympiska sommarspelen 2000
Ecuador deltog i de olympiska sommarspelen 2000 med en trupp bestående av tio deltagare, sju män och tre kvinnor, men ingen av landets deltagare erövrade någon medalj.

## Friidrott
Herrarnas maraton
- Silvio Guerra
  - Final — 2:16.27 (→ 14:e plats)

Herrarnas 20 kilometer gång
- Jefferson Pérez
  - Final — 1:20.18 (→ 4:e plats)

Damernas maraton
- Martha Tenorio
  - Final — 2:33.54 (→ 25:e plats)

## Judo
Herrarnas extra lättvikt (-60 kg)
- Juan Barahona
  - Omgång 1 — Bye
  - Omgång 2 — Förlorade mot Gheorghe Kurgheleasvili (MDA)

Damernas tungvikt (+78 kg)
- Carmen Chalá
  - Omgång 1 — Förlorade mot Colleen Rosensteel (USA)